# Бреоте
Бреоте (фр. Bréauté) насеље је и општина у северној Француској у региону Горња Нормандија, у департману Приморска Сена која припада префектури Авр.
По подацима из 2011. године у општини је живело 1323 становника, а густина насељености је износила 95,11 становника/km². Општина се простире на површини од 13,91 km². Налази се на средњој надморској висини од 130 метара (максималној 137 m, а минималној 93 m).

## Демографија
| 1962. | 1968. | 1975. | 1982. | 1990. | 1999. | 2011. |
| ----- | ----- | ----- | ----- | ----- | ----- | ----- |
| 928   | 978   | 990   | 1.104 | 1.052 | 1.102 | 1.323 |

График промене броја становника у току последњих година